# Joan Galè
Joan Galè o Joan Pediàsim o Joan Pot (Joannes Galenus o Joannes Pediasimus o Joannes Pothus o Joannes Hypatus Philosophorum Ιωάννης Γαληνός o Ιωάννης Πεδιάσιμος o Ιωάννης Πόθος o Ιωάννης Ύπατος τῶν Φιλοσόφων) fou un escriptor i funcionari imperial romà d'Orient, cartofílac de la província Justiniana Primera (Justiniana Prima) i de Bulgària, sota l'emperador Andrònic III Paleòleg (1328 -1341).
Destacà en molts camps, com ho mostren les seves obres, i va rebre per part dels seus contemporanis, el títol honorífic de Cap dels Filòsofs.

## Obres
Va escriure i s'han imprès:
- Ἐξήγησις εἰς τὴν τοῦ Θεοκρίτου Σύριγγα, Exegesis in Theocriti Syringem.
- Scholia Graeca in Oppiani Halieuticas. De Piscilus.
- Πόθος, Desiderium, un poema iàmbic en dues parts anomenades  Περὶ γυναικὸς κακῆς, De Muliere mala, i  Περὶ γυναικὸς ἀγαθῆς, De Muliere bona.
- Περὶ τῶν δώδεκα ἄθλων τοῦ Ἡρακλέους, De Duodecim Labores Herculis. Sobre Els dotze treballs d'Hèracles.

Altres obres es conserven en manuscrit. Comentaris i exposicions de poetes grecs:
- Allegoria Anagogica, in quatuor primos versus Lib. IV. Iliados. Sobre els primers versos de la Ilíada.
- Εἰς τὴν Ἡσιόδου Θεογονίαν ἀλληγορίαι, Interpretatio Allegorica in Hesiodi Theogoniam. Una interpretació de la Teogonia d'Hesíode.
- Τεχνολογία εἰς τὴν τοῦ Ἡσιόδου ἀσπίδα, Commentarius Grammaticus in Hesiodi Scutum.
- Allegoria Tantali. Sobre Tàntal
- De triplici Ratione Allegoriae Fabularum Poeticarum, sc. Physica, Ethica, Theologica. Una obra sobre la ciència de la interpretació al·legòrica.

Obres filosòfiques i científiques, també en manuscrit:
- Exegeses in quosdam Aristotelis libros.
- Arithmeticarum Quaestionum Expositio.
- Introductio. Una introducció i uns escolis a l'obra de l'astrònom Cleòmedes.
- In quaedam Arithmetica loca obscura.
- Γεωμετρία καὶ σύνοψις περὶ μετρήσεως καὶ μερισμοῦ γῆς, Geometria, el Compendium de Mensuratione et Divisione Terrae.
- De Cubo Duplicando.
- Opulsculum de Septem Planetis.
- De Symphoniis Musicis.

També es mencionen dues altres obres de Joan Galè:
- De Consanguinitate. Aparentment tractava de dret canònic.
- De Novem Musis. Possiblement un comentari al·legòric.[1]